# Ohmella coffini
Ohmella coffini là một loài côn trùng trong họ Raphidiidae thuộc bộ Raphidioptera. Loài này được Nel miêu tả năm 1993.